# 33345 Nataliedessay
33345 Nataliedessay este o planetă minoră (asteroid) din centura de asteroizi. A fost descoperită pe 15 decembrie 1998 la Caussols de OCA-DLR Asteroid Survey⁠(d). 
Obiectul prezintă o orbită caracterizată de o semiaxă mare de 2,5476037 UAi, o excentricitate de 0,18, o înclinație de 5,17982 ° în raport cu ecliptica.